# 伊号第二十七潜水艦
伊号第二十七潜水艦（いごうだいにじゅうななせんすいかん、旧字体：伊號第二十七潜水艦）は大日本帝国海軍の潜水艦で、伊十五型潜水艦（巡潜乙型）の8番艦である。
当初は伊号第二十九潜水艦と命名されていたが、1941年（昭和16年）11月1日に伊号第二十七潜水艦と改名されている。

## 艦歴
1939年（昭和14年）の第四次海軍軍備補充計画（④計画）により、1939年7月5日に佐世保海軍工廠で起工。1940年（昭和15年）6月6日に進水し、1942年（昭和17年）2月24日に竣工した。竣工と同時に呉鎮守府籍となり、伊28と共に第14潜水隊を編成した。
3月10日、第14潜水隊は第8潜水戦隊所属となる。
4月15日、伊27は呉を出港。18日、ドーリットル空襲が起こったため米機動部隊の捜索を行うが、見つけることはできなかった。24日、トラックに到着。27日、トラックを出港し、ブリスベン沖へ向かった。5月3日に哨戒区域に到着して哨戒。17日にトラックに戻った。18日1830、特殊潜航艇によるシドニー港攻撃に参加するため甲標的を搭載しトラックを出港。22日0930、浮上充電中に哨戒機に発見され、爆弾2発を投下されるも被害はなかった。31日1728、シドニー東南東7浬地点付近で中馬兼四大尉、大森猛一等兵曹を乗せた甲標的を発進させた。中馬艇は入港するフェリーを追尾し港内への潜入に成功した。1945、軍港地帯である西港付近でスクリューが防潜網にからまり行動の自由を失う。甲標的の網切断機は艇首に装備されており、防潜網から離脱することができなかった中馬艇は30分後に監視員に発見される。監視員の報告から豪哨戒艇ロリータ(HMAS Lolita)が爆雷攻撃を開始。ロリータが3回目の爆雷攻撃を開始する直前の2235、中馬艇は自爆装置によって自爆し、沈没した。この衝撃でロリータの艇尾が破壊され、大破した。伊27は6月3日まで艇の帰還を待ち、その後はバス海峡に向かった。4日朝、ガボ島南南西33浬地点付近で、単独でメルボルンからポート・ケンブラへ向かっていた豪貨物船バーロン（Barwon、4,239トン）を発見し、浮上したまま魚雷を発射。魚雷はバーロンの船底下を通過して200m離れたところで爆発。衝撃でバーロンは激しく揺さぶられ、いくつかのハッチカバーが外れたものの、損傷はなかった。同日午後、南緯38度17分 東経149度44分 / 南緯38.283度 東経149.733度のガボ島南南西44浬地点付近で、ワイアラからポート・ケンブラへ向かっていた豪鉱石運搬船アイアン・クラウン（Iron Crown、3,353トン）を発見し、1645に魚雷を発射。魚雷はアイアン・クラウンの左舷船橋後方に命中し、同船は1分足らずで沈没した。アイアン・クラウンと共に航行していた豪鉱石運搬船アイアン・キング（Iron King、4,584トン）が伊27に向けて砲撃をしてきたが、被害はなかった。また、オーストラリア空軍のロッキード ハドソンに発見されて対潜爆弾2発を投下されたが、これも被害はなかった。25日、クェゼリンに到着。7月17日、クェゼリンを出港し、23日に呉に到着して整備を受ける。
8月15日、伊27は呉を出港し、24日にペナンに到着。29日、ペナンを出港し、ベンガル湾方面に向かった。9月7日、乗員1名が虫垂炎を発症したため、水深40mの位置で潜航しながら、軍医が手術を行った。9日、輸送船を攻撃した際にバラストタンク注水弁が故障したため、哨戒を中止。10日、輸送船を攻撃。11日、ペナンに到着。12日にペナンを出港し、13日にシンガポールに到着して修理を受ける。
10月1日、伊27はシンガポールを出港し、3日にペナンに到着。4日、ペナンを出港し、オマーン湾に向かった。18日、ラアス・アル＝ハド港近海で英貨物船エンパイア・ボウマン（Empire Bowman、7,030トン）を発見し、魚雷2本を発射。魚雷はすべてエンパイア・ボウマンの船体中央部に命中したものの、いずれも不発だった。22日、北緯21度37分 東経60度06分 / 北緯21.617度 東経60.100度のマシーラ島近海で、一般貨物9300トンを積んでニューヨークからバンダレ・シャープールへ単独航行中の英貨物船オーシャン・ビンテージ（Ocean Vintage、7,174トン）を発見。魚雷1本を命中させて撃沈した。11月7日、ペナンに到着。9日、ペナンを出港し、10日にシンガポールに到着して整備を受ける。
27日、伊27はシンガポールを出港し、28日にペナンに到着。29日、ペナンを出港してベンガル湾へ進出し哨戒。1943年（昭和18年）1月12日、ペナンに到着。27日、ペナンを出港するが、出港後まもなく事故により損傷。28日、シンガポールに到着して整備と修理が行われた。
2月18日、伊27はシンガポールを出港し、19日にペナンに到着。26日、ペナンを出港し、ベンガル湾とチャゴス諸島の間の海域で哨戒。3月8日0815、北緯21度37分 東経60度06分 / 北緯21.617度 東経60.100度のコロンボ南西沖で米リバティ船ジョセフ・ウィーラー（Joseph Wheeler、7,176トン）を発見して魚雷2本を発射するも、命中しなかった。20日2102、北緯10度00分 東経71度00分 / 北緯10.000度 東経71.000度のセイロン島北西500浬地点付近で、軍需品6649トンを積んでバンクーバーから地中海へ向かっていた英貨物船フォート・マムフォード（Fort Mumford、7,132トン）を発見。雷撃により同船を撃沈した。24日、チャゴス諸島北西沖でタンカーを攻撃。9日、ペナンに到着。
5月1日、伊27はペナンを出港し、オマーン湾に向かった。7日0556、北緯03度40分 東経75度20分 / 北緯3.667度 東経75.333度のワン・アンド・ハーフ・ディグリー海峡東口で、コロンボからダーバンへ向かっていた蘭貨客船ベラキット（Berakit、6,608トン）を発見。魚雷を発射して命中させた後、浮上して砲撃を行い、ベラキットを撃沈し、船員1名を捕虜とした。10日と26日には輸送船をそれぞれ攻撃。6月3日0735、北緯17度54分 東経58度09分 / 北緯17.900度 東経58.150度のマシーラ島南方150浬地点付近で米貨物船モンタナン（Montanan、4,897トン）を発見。雷撃により同船を撃沈した。24日、北緯05度13分 東経58度02分 / 北緯5.217度 東経58.033度のジャースク南東沖で、灯油と軽油を積んでアーバーダーンからボンベイへ向かっていた英タンカーブリティッシュ・ベンチャー（British Venture、4,696トン）を発見し雷撃。魚雷が命中したブリティッシュ・ベンチャーは2分後に炎上しながら沈没した。28日0805、マスカットで、バスラから到着して積荷を揚陸中のノルウェー貨物船ダー・フー（Dah Puh、1,974トン）を発見し雷撃。魚雷が命中したダー・フーは船体が分断されて船尾側はすぐに沈み、船首側も数時間後に沈没した。7月5日0610、北緯24度21分 東経59度04分 / 北緯24.350度 東経59.067度の地点でアーバーダーンからモンテビデオに向かっていたPA-44船団を発見して魚雷を発射。魚雷は米貨物船アルコア・プロスペクター（Alcoa Prospector、6,797トン）に命中し、撃破。撃破されたアルコア・プロスペクターは曳航されてバンダレ・アッバースへ向かった。14日、ペナンに到着。21日、ペナンを出港し、23日にシンガポールに到着して整備を受ける。
8月17日、伊27はシンガポールを出港し、19日にペナンに到着。29日、ペナンを出港してインド洋へ向かった。9月7日、北緯03度30分 東経75度00分 / 北緯3.500度 東経75.000度のワン・アンド・ハーフ・ディグリー海峡東方沖で、コロンボからダーバンへ向かっていた米リバティ船ライマン・スチュワート（Lyman Stewart、7,176トン）を発見し、魚雷5本を発射し、うち1本が命中したものの、与えた損傷はわずかだった。そのため浮上して砲撃準備をするも、ライマン・スチュワートからの反撃を受けて潜航退避した。9日、北緯07度38分 東経74度00分 / 北緯7.633度 東経74.000度のコモリン岬西方250浬地点付近で、一般貨物および軍需品7934トン、タンク4個、マウンテンバイク2台、水陸両用機8機および鉄道用レールを搭載してボルチモアからカルカッタへ向かっていた英貨物船ラーチバンク（Larchbank、5,151トン）を発見し魚雷を発射。魚雷が命中したラーチバンクは2分で沈没した。24日、ペナンに到着。25日、ペナンを出港し、26日にシンガポールに到着して整備を受ける。
10月10日、伊27はシンガポールを出港し、11日にペナンに到着。19日、ペナンを出港してアデン湾およびアラビア海に向かった。30日から31日にかけて、イエメンの港を潜望鏡偵察。11月10日、北緯12度28分 東経43度31分 / 北緯12.467度 東経43.517度のホデイダ南東沖で、硝酸塩と一般貨物を積んでイキケからスエズへ向かっていた英サム級貨物船(Sam級)サムボ（Sambo、7,219トン）を発見。雷撃により同船を撃沈した。18日、北緯11度25分 東経47度25分 / 北緯11.417度 東経47.417度のアデン南東沖で、一般貨物365トンとバラスト用砂1000トンを積んでマドラスからアデンに向かっていた英サム級貨物船サムリッジ（Samridge、7,176トン）を発見。雷撃により同船を撃沈し、船員1名を捕虜とした。27日、ペリム島を潜望鏡偵察。29日1630、北緯12度23分 東経44度00分 / 北緯12.383度 東経44.000度の地点でギリシャ貨物船アティナ・リヴァノス（Athina Livanos、4,824トン）を発見。雷撃により同船を撃沈した。12月2日2145、北緯11度42分 東経45度32分 / 北緯11.700度 東経45.533度のアデン南方沖で、カルカッタからアデンに向かっていたギリシャ貨物船ニッツァ（Nitsa、4,732トン）を発見。雷撃により同船を撃沈した。3日2003、北緯11度23分 東経46度03分 / 北緯11.383度 東経46.050度のソマリア沖で、英貨物船フォート・カモスン（Fort Camosun、7,126トン）を発見。雷撃により撃破した。撃破されたフォート・カモスンはカルカッタに向かった。17日、ペナンに到着。哨戒中の12月15日、第14潜水隊の解隊に伴い、第8潜水戦隊直卒となる。
2月4日、アデン湾へ向かうべく朝日新聞の従軍記者を乗せてペナンを出港していくのを最後に消息不明。
連合軍側記録によると、12日1430、キリンディニからコロンボへ向け13ノットで航行中の輸送船5、護衛艦3からなるKR8船団に参加し、船団の右列中央を航行中の英貨客船ヴァルシャヴァ（Varsova、4,691トン）が後方50ヤードに潜望鏡を発見。船団は砲撃を開始した。1433、左列中央を航行中の船団指揮船で、船団司令官以下乗員187人と第301東アフリカ野砲兵連隊主力 や第303アフリカ歩兵連隊の士官、王立婦人海軍の職員や従軍看護婦など女性83人他、輸送人員1324人が乗船していた英貨物船カディーブ・イスマイル（Khedive Ismail、7,513トン）の右舷機関室に魚雷の第1弾が命中。カディーブ・イスマイルは右舷に傾斜。後部マストが倒壊し、それに隣接する上部構造物が陥没。その後ろのハッチカバーが吹き飛んだ。5秒後、右舷煙突直下に第2弾が命中し、カディーブ・イスマイルは大爆発を起こした。1分40秒後、北緯00度57分 東経72度16分 / 北緯0.950度 東経72.267度の地点付近でカディーブ・イスマイルは転覆しつつ、船首を棒立ちにさせて船尾から沈没した。外れた魚雷のうち、1本は英重巡ホーキンス（en:HMS Hawkins (D86)）に向かったが回避された。1436、英駆逐艦パラディン（en:HMS Paladin (G69)）が潜水艦を探知し、ホーキンスの艦尾近くに爆雷10発を投下。1449にはヴァルシャヴァが発見した潜望鏡があった海域で爆雷を投下。1500、英駆逐艦ペタード（en:HMS Petard (G56)）が潜水艦をソナー探知し爆雷7発を投下。1502、潜水艦が浮上する音をソナー探知したため爆雷9発を投下。1505、ペタードは爆雷7発を投下。1513、ペタードは爆雷9発を投下。1620、パラディンとペタードの右舷後方2800mの距離で潜水艦が浮上したため2隻は砲撃を開始。ペタードは潜水艦の後方を通過し、15mに設定した爆雷3発を潜水艦めがけて発射する。潜水艦は4ノットで移動を開始。1621、パラディンは550mの距離から体当たり攻撃をしようとしたが、潜水艦が大型だったため体当たりをしないようにとペタードから命令された。そのため回避しようと左に舵を切ったが、潜水艦と衝突してしまう。損傷によりパラディンは沈み始めながらも爆雷2発を投下。うち1発は潜水艦の艦首すぐ下で爆発した。パラディンは傾斜しつつも砲撃を行った。2分後、潜水艦の乗員5名が主砲に向かおうとしたので機銃掃射を行い、1名を艦外に吹き飛ばし、残りの4名を殺害した。潜水艦は8~10ノットに増速し、艦尾をしずめながら周回を開始。潜水艦がなかなか沈まないため、ペタードは乗員を潜水艦に乗り移らせ、手榴弾と潜水艦の主砲で司令塔を吹き飛ばそうと計画したが、あまりにも危険であるためあきらめた。1700、ペタードは魚雷を1本ずつ、計6本を発射したが、いずれも命中しなかった。1723、7本目の魚雷が潜水艦に命中。潜水艦は真っ二つにへし折られて沈没した。その後、重油と甲板の破片が浮遊するのを確認した。KR8船団はこの戦闘で四散してしまい、ペタードは体当たりで損傷したパラディンを曳航してアッドゥ環礁に撤退した。これが伊27の最期の瞬間であり、艦長の福村利明中佐(死後、二階級特進がされ、少将となる)以下乗員98名、従軍記者1名全員戦死。沈没地点はワン・アンド・ハーフ・ディグリー海峡南西60浬地点付近、北緯01度25分 東経72度22分 / 北緯1.417度 東経72.367度。
5月15日、インド洋方面で亡失と認定され、7月10日に除籍された。
撃沈総数は13隻、計72,449トンにのぼり、帝国海軍潜水艦の中では撃沈隻数、トン数ともに第2位を誇る。また、哨戒艇および商船5隻、計28,147トンに損傷を与えた。

## 歴代艦長
※『艦長たちの軍艦史』406-407頁による。

### 艤装員長
1. 吉村巌 中佐：1941年10月31日[10] - 1942年2月24日[11]

### 艦長
1. 吉村巌 中佐：1942年2月24日 -
2. 北村惣七 少佐：1942年8月15日 -
3. 福村利明 少佐：1943年2月23日 - 1944年2月12日戦死